# إدغار ريتشي
إدغار ريتشي هو دبلوماسي كندي، ولد في 20 ديسمبر 1916 في بيرت أندوفر في كندا، وتوفي في 24 يناير 2002.